# Награда начальника Генштаба выдающимся подразделениям

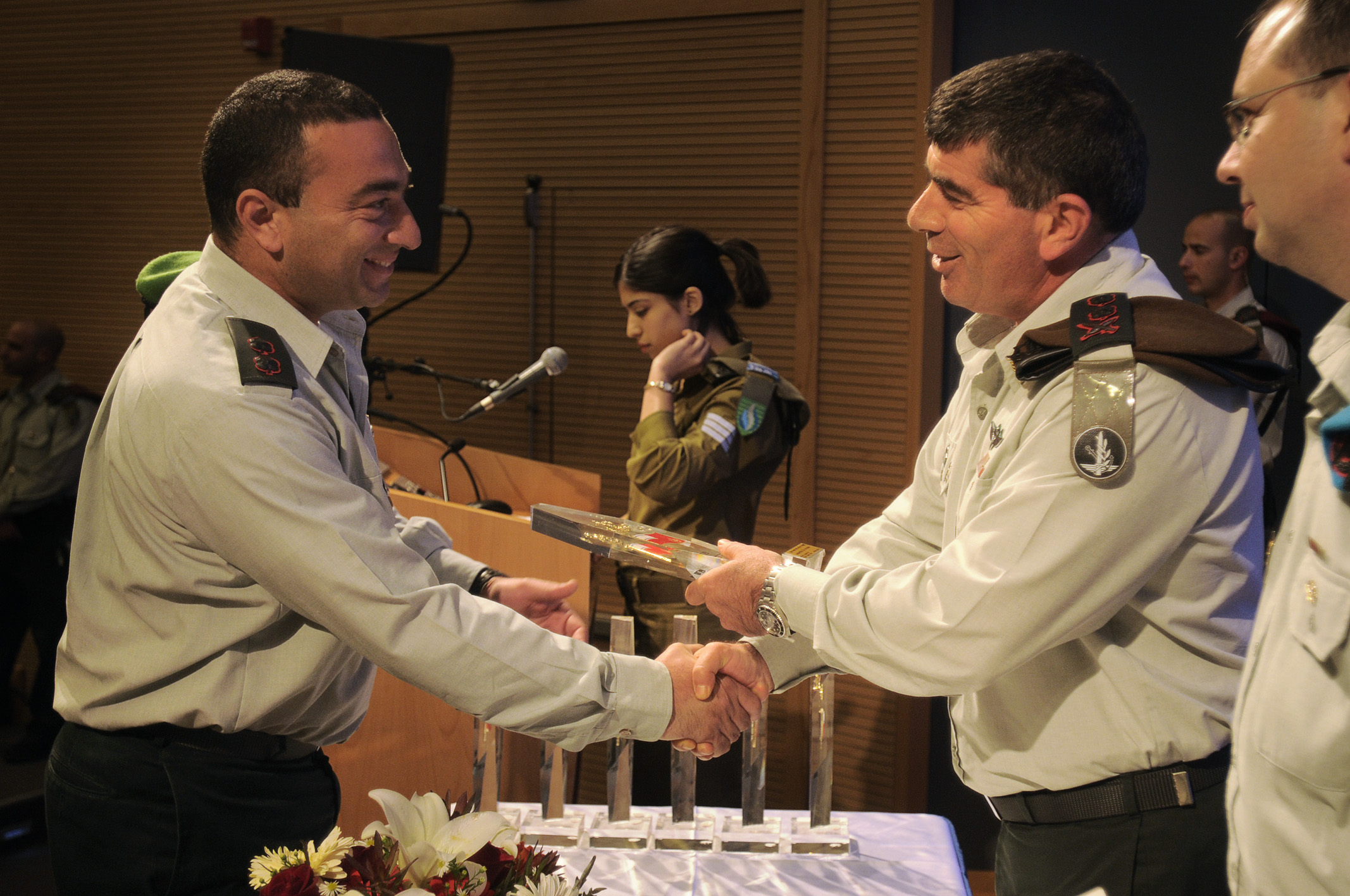
Начальник штаба Габи Ашкенази вручает награду начальника штаба подполковнику Исраэлю Шомеру, командиру бригады Нахаль, декабрь 2010 года

Награда начальника Генштаба выдающимся подразделениям (ивр. פרס הרמטכ"ל ליחידות מצטיינות‎) — ежегодно присуждаемая начальником Генерального штаба выдающимся подразделениям Армии обороны Израиля.
Награда вручается в соответствии с приказом Генерального Штаба 1.0124 (ранее — Приказом Генштаба 33.0923). Отличившиеся подразделения определяет комиссия, возглавляемая офицером в звании генерал-майора, и рекомендует начальнику штаба присудить награду.
В состав комитета входят:
- Начальник отдела оперативности и компетентности в Управлении технологии и логистики Генштаба
- Офицер разведки штаба сухопутных войск или начальник отдела безопасности штаба сухопутных войск.
- Начальник Контрольно-надзорного отдела аппарата заместителя начальника Генштаба
- Начальник Учебного центра Оперативного управления Генштаба
- Заместитель главного офицера кадрого управления Генштаба
- Представитель ВВС Израиля
- Представитель ВМС Израиля

Претендующие на награду подразделения делятся на несколько номинаций в зависимости от характера подразделения, условий его службы и видов деятельности. Разделение на номинации изменилось с годами и теперь включает:
- Номинация бригад
- Номинация батальонов
- Номинация резерва
- Номинация учебных частей
- Номинация боевых и административных подразделений
- Номинация технологических подразделений

Комитет принимает решение о выдающемся подразделении и его заместителе в каждой палате. Рекомендацию комиссии по конкурсным подразделениям ежегодно вносят командующие соединениями, командующие родов войск и начальники управлений при Генеральном штабе, в соответствии с установленным распределением.
Подразделения оцениваются на основе параметров «АГАМ» (достижения подразделения, готовность, уровень комплектования, уровень подготовки и обучения, боевая и оперативная компетентность, информационная безопасность и безопасность обучения), «AКA» (уровень укомплектования и компетентность ответственных за соблюдение армейских приказов относительно индивидуальной дисциплины и дисциплины в подразделении, дисциплины вождения и безопасности дорожного движения, индивидуального ухода, контроля личного состава, обучения, постоянного подписания) и «AТАЛ» (уровень обслуживания, боевой готовности и компетентности в подразделении, медицинской система, техническое обслуживание и исправность вооружения и оборудования, экономия и эффективность, противопожарная профилактика).
Награда представляет собой денежный приз и сертификат отличия.
В рамках церемонии награждения также вручаются награды начальника штаба за публикации по военным вопросам и вопросам безопасности, а также за образовательные проекты.